# Serra Alta
Serra Alta este un oraș în Santa Catarina (SC), Brazilia.